# Gynoplistia leai
Gynoplistia leai là một loài ruồi trong họ Limoniidae. Chúng phân bố ở miền Australasia.